# Vanessa Damo
Vanessa Doratiotto Damo (Mauá, 16 de julho de 1982) é uma política brasileira filiada ao Movimento Democrático Brasileiro (MDB), foi deputada estadual em São Paulo (a mais jovem da legislatura 2007-2010) e terceira secretária da mesa diretora da Assembleia Legislativa de São Paulo (2007-2009).
Filha de Leonel Damo, prefeito de Mauá na gestão 2005—2008, e Dona Alaíde, primeira mulher prefeita de Mauá em 2018, Vanessa é formada em Desenho Industrial pela Faculdade de Belas Artes de São Paulo.
Antes de ser deputada, fora vereadora, eleita em 2004, aos 22 anos, com 6.020 votos (a mais votada da história de Mauá até então[carece de fontes?]). Em 2006, aos 24 anos, foi eleita deputada estadual, a mais jovem do Brasil, com 64.579 votos.
Em 2010, reelegeu-se Deputada Estadual com 93.122 votos em mais de 400 municípios.
Sua atuação política destacou-se em defesa dos interesses da população, tendo como prioridades: direitos do consumidor, saúde da mulher, ensino técnico para os jovens e obras de infraestrutura, trazendo mais de R$ 200 milhões de investimentos para o ABC e Grande São Paulo.

## Lei da Entrega com Hora Marcada
Vanessa Damo é autora da lei estadual nº  14.951, de 06/02/2013 que garante ao consumidor o direito ao agendamento de entrega de bens e serviços numa faixa de horário que lhe seja mais conveniente sem que haja qualquer custo adicional.

## Poupatempo Mauá
Em 2007, ainda em seu primeiro mandato na Assembleia Legislativa de São Paulo, Vanessa Damo iniciou as negociações com o Governo do Estado de São Paulo para a criação de uma unidade do Poupatempo em Mauá. Apenas em 29 de abril de 2016, após inúmeras solicitações por parte da então deputada o Poupatempo Mauá foi inaugurado.

## Controvérsias
- Em 2007, um de seus coordenadores financeiros que trabalhou em sua campanha de 2007 foi acusado de envolvimento com o PCC em um esquema junto aos postos de combustível e revendedoras de carro para lavagem de dinheiro na região do Grande ABC.[1]
- Vanessa Damo, juntamente com mais pelo menos 2 políticos em Mauá (Donisete Braga e Átila Jacomussi) brigam pelo mérito da criação do Poupatempo de Mauá junto ao Governo do Estado
- Em 2010 disputou reeleição ao cargo de Deputada Estadual e teve sua candidatura impugnada e não pôde se eleger.[2]
- Em 2012, em sua disputa ao segundo turno à Prefeitura de Mauá com o candidato Donisete Braga, não cessou de relembrar ao seu rival repetidas vezes em debate político sobre o suposto envolvimento dele na morte do ex prefeito de Santo André, Celso Daniel, ainda que ciente da multa por cada vez que tocasse no assunto. Também em 2012 foi acusada de publicar material de campanha apócrifo acusando seu rival por envolvimento no assassinato de Celso Daniel.
- Em 2014 foi acusada de não pagamento por dois jovens que haviam trabalhado em sua campanha eleitoral.[3] Neste ano, a candidata também não pôde se eleger devido a um processo no TSE da Lei de Ficha Limpa e declarada inelegível até 2020, devido às suas ações na campanha à prefeitura de 2012. A votação pelos ministros do TSE foi unânime (7x0).[4]
- Em 2016 foi nomeada superintendente do IBAMA pelo então presidente da República, Michel Temer.[5] No mesmo ano, é afastada do cargo por não estar em pleno gozo de seus direitos políticos, já que respondia a processo no TSE.[6][7]
- Em 2017, acusou seu marido de agressão física e psicológica.[8]
- Em 2018 foi absolvida das acusações de crimes eleitorais cometidos nas eleições à Prefeitura de Mauá em 2012, quanto à confecção de panfletos apócrifos.[9]